# ناصر (شخصية كرتونية)
ناصر شخصية كرتونية ظهر أولاً في الجزء الأول من أنمي كابتن ماجد. 

## شخصيته
ناصر لاعب مبدع ومتألق لخط وسط فريق (السعادة)، انضم لاحقاً لفريق المجد بعد ما كان خصماً له. يشتهر ناصر بقدرته الكبيرة، على استحواذ الكرة المرسلة في الهواء بالرأس. له مواقف كثيرة أنقذ فيها فريق المجد والمنتخب الوطني. في السلسلة الرابعة، في مباراة المنتخب ضد الدنمارك، يستبدل حسن ويحل محله ناصر، ويثبت ناصر للجميع بأنه مدافعٌ فذٌ لا يقل أهميةً عن مجد وحسن.
يحترف ناصر، في السلسلة الثالثة، في الدوري العربي للمحترفين، في فريق نادي يوكوهاما إف مارينوز Yokohama F Marinos، ويتبارى ضد حيان وتحسين من المنتخب الرديف (فريق غامبا أوساكا Gamba Osaka) ويخسر بنتيجة 1 – 0.